# Heilig Kreuz (Giesing)

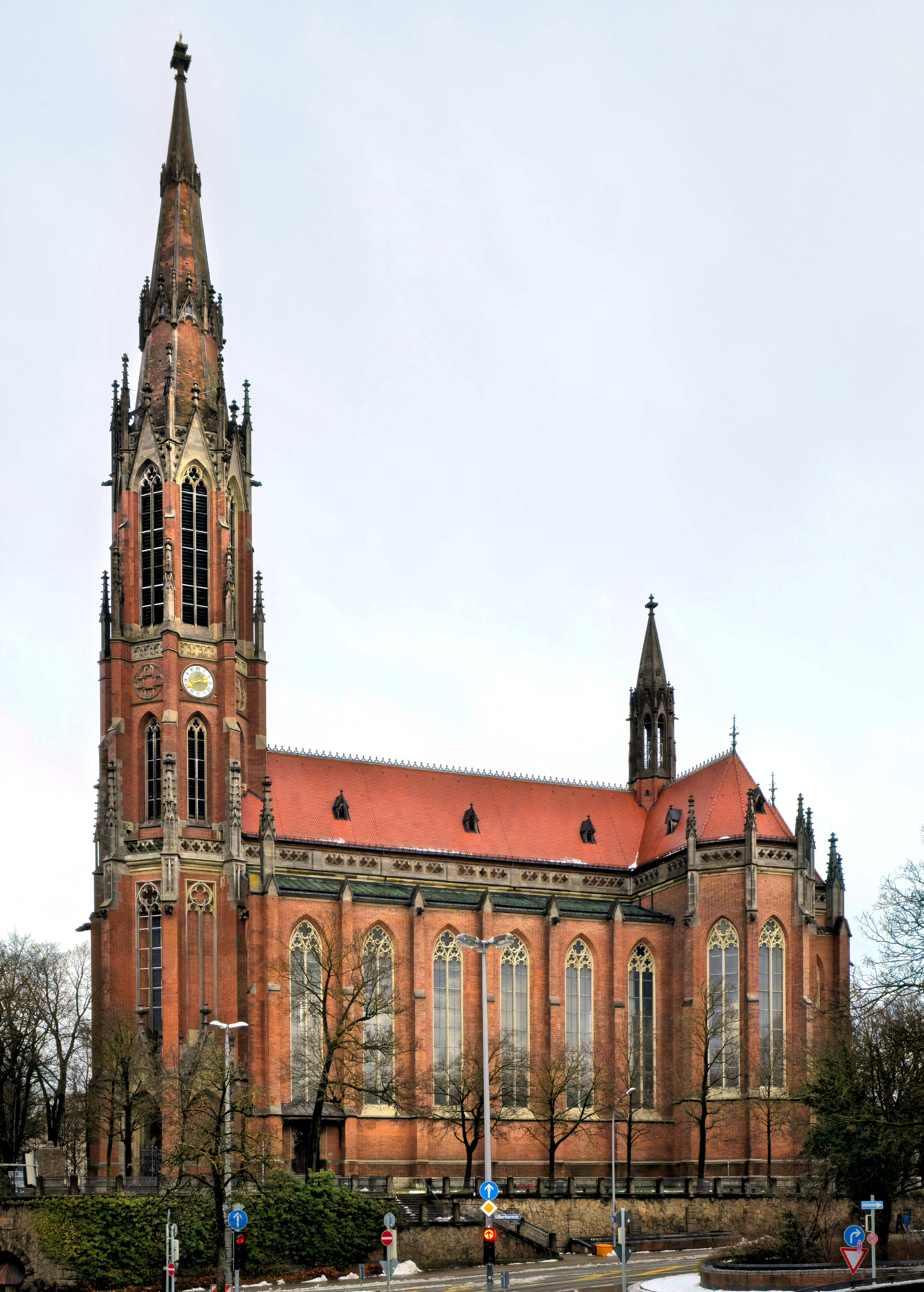
Kirche Heilig Kreuz in München-Giesing

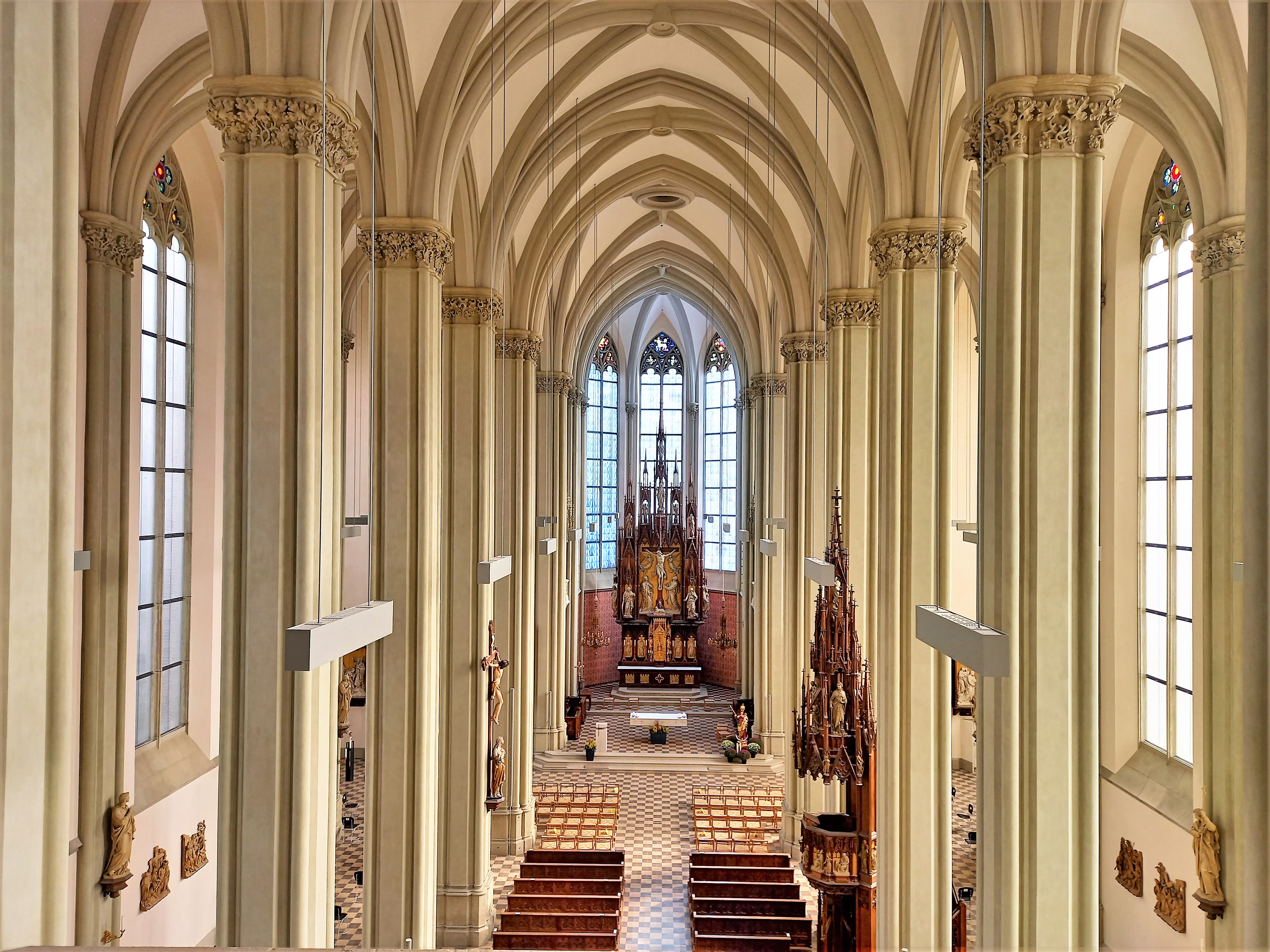
Blick von der Empore zum Altar

Die neugotische Kanzel von Josef Beyrer

Die katholische Pfarrkirche Heilig Kreuz, geweiht 1886, ist die letzte vollständig erhaltene neugotische Kirche Münchens. Zugleich ist sie die ältere der Pfarrkirchen Giesings. Nach Kriegsschäden 1944 erfolgten in der Nachkriegszeit verschiedene Renovierungsmaßnahmen (zuletzt 2011–2015).

## Lage
Das Gebäude liegt auf dem Giesinger Berg in der Ichostraße über dem Stadtteil (Alt-)Giesing.

## Geschichte
Über den möglicherweise ersten Kirchenbau ist wenig bekannt. Im 12. Jahrhundert wurde dieser durch eine spätromanische Kirche ersetzt. Mitte des 19. Jahrhunderts erwies sich diese Kirche wegen des starken Bevölkerungswachstums als zu klein, so dass der Gedanke an einen Kirchenneubau aufkam. Nachdem Giesing 1854 in die Stadt München eingemeindet worden war, sollte der Kirchenneubau auch den damaligen Vorstellungen einer Stadtpfarrkirche entsprechen, wie sie die romantische Bewegung beschrieb.
Dementsprechend wählte man als Bauplatz die Kuppe des Giesinger Berges aus. Der Bauplatz wurde durch eine Stützmauer noch ein wenig erweitert. Der Neubau nach Plänen von Georg von Dollmann entstand oberhalb der alten Dorfkirche. 1866 war Grundsteinlegung der dreischiffigen Einturmhallenkirche, 1886 wurde die Kirche eingeweiht. Um Platz für die Gartenanlagen zu schaffen, musste 1888 die alte Dorfkirche abgerissen werden. 
Das Gebäude wurde im Zweiten Weltkrieg teilweise zerstört. Bei einem Bombenangriff 1944 brannte der komplette Dachstuhl ab; in der Folge wurden große Teile des Gewölbeputzes durch eindringendes Wasser und Frost zerstört, außerdem wurden mehrere Glasgemälde vernichtet. Zur Behebung der Schäden begannen 1948 unterschiedliche Reparatur- und Renovierungsarbeiten, die bis in die 1970er Jahre anhielten.
Seit 1988 war eine umfassende Generalsanierung im Gange, die im November 2015 abgeschlossen wurde.
Der kleine Dachreiterturm wurde in den Jahren 1997/1998 neu hochgezogen und beherbergt eine Bronzeglocke, die in einem Stahlglockenstuhl aufgehängt ist.
In den Jahren 2011 bis 2015 wurde der Innenraum grundlegend und aufwendig saniert.
Die Pfarrei ist Sitz des Pfarrverbands Obergiesing, zu dem auch die Pfarreien Königin des Friedens und St. Helena gehören. Pfarrverbandsleiter ist Monsignore Engelbert Dirnberger.

## Ausstattung

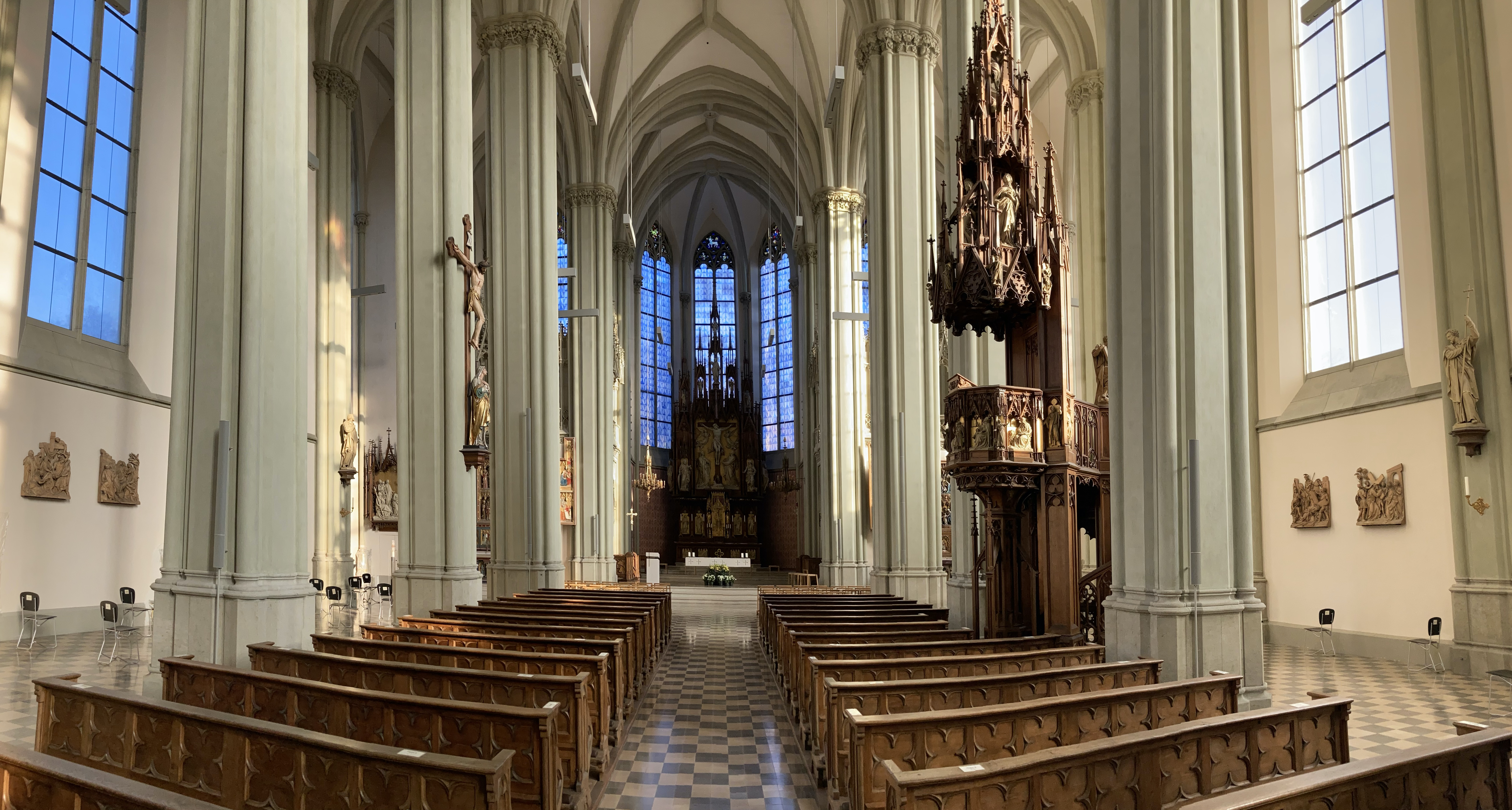
Kircheninnenraum Richtung Hochaltar (2020)

- Hochaltar (Josef Beyrer nach Entwürfen von Georg von Dollmann, 1866–1892)
- Glasfenster mit Röntgen-Thorax-Darstellungen (Christoph Brech, 2019[2], als Ersatz für die 2015 ausgebauten Fenster von Wilhelm Geyer, 1960)
- Kanzel (Josef Beyrer nach Entwürfen von Georg von Dollmann, 1866–1892)
- Kreuzweg (Josef Beyrer, 1889–1891)
- Apostel-Skulpturen (Josef Beyrer, 1899)
- Reliefs (Querhaus – Josef Beyrer, 1893–1897)
- Skulptur St. Barbara (Pfarrhof – 16. Jahrhundert)
- Skulptur St. Katharina (Pfarrhof – 16. Jahrhundert)
- Hauptorgel (Ludwig Eisenbarth im neugotischen Gehäuse der Vorgängerorgel von G. F. Steinmeyer & Co. 1886)

## Orgeln
In der Kirche steht eine Hauptorgel der Firma Ludwig Eisenbarth, die 1975 in das umgearbeitete Gehäuse der Vorgängerorgel von Steinmeyer eingebaut worden war. Sie besitzt 42 Register auf drei Manualen und Pedal. 1985 fand eine klangliche Umgestaltung durch die Erbauerfirma statt, wobei auch einige Register zwischen den Werken getauscht wurden. Die heutige Disposition lautet:
| I Hauptwerk C–g3 |       |
| Prinzipal        | 8′    |
| Flute harm.      | 8′    |
| Oktave           | 4′    |
| Hohlflöte        | 4′    |
| Quinte           | 2 ⁄3′ |
| Oktave           | 2′    |
| Kornett V        | 8′    |
| Mixtur VI        | 1 ⁄3′ |
| Trompete         | 16′   |
| Trompete         | 8′    |

| II Oberwerk C–g3 |        |
| Gedackt          | 8′     |
| Weitprinzipal    | 4′     |
| Quintade         | 4′     |
| Prinzipal        | 2′     |
| Quinte           | 1 ⁄3′  |
| Terz             | 1 3⁄5′ |
| Cimbel III       | 1'     |
| Holzdulcian      | 16′    |
| Cromorne         | 8′     |
| Tremulant        |        |

| III Schwellwerk C–g3 |     |
| Bourdon              | 16′ |
| Singend Prinzipal    | 8′  |
| Holzflöte            | 8′  |
| Voix d'anges         | 8′  |
| Oktave               | 4′  |
| Rohrflöte            | 4′  |
| Blockflöte           | 2′  |
| Sesquialtera II      |     |
| Sifflöte             | 1′  |
| Scharff V            | 1′  |
| Hautbois             | 8′  |
| Clairon              | 4′  |
| Tremulant            |     |

| Pedal C–f1      |         |
| Prinzipal       | 16′     |
| Subbaß          | 16′     |
| Quinte          | 10 2⁄3′ |
| Oktave          | 8′      |
| Rohrgedackt     | 8′      |
| Trichterflöte   | 4′      |
| Choralbaß II    | 4′      |
| Koppelflöte     | 2′      |
| Rauschpfeife IV | 2 ⁄3′   |
| Posaune         | 16′     |
| Trompete        | 8′      |

- Koppeln: Normalkoppeln

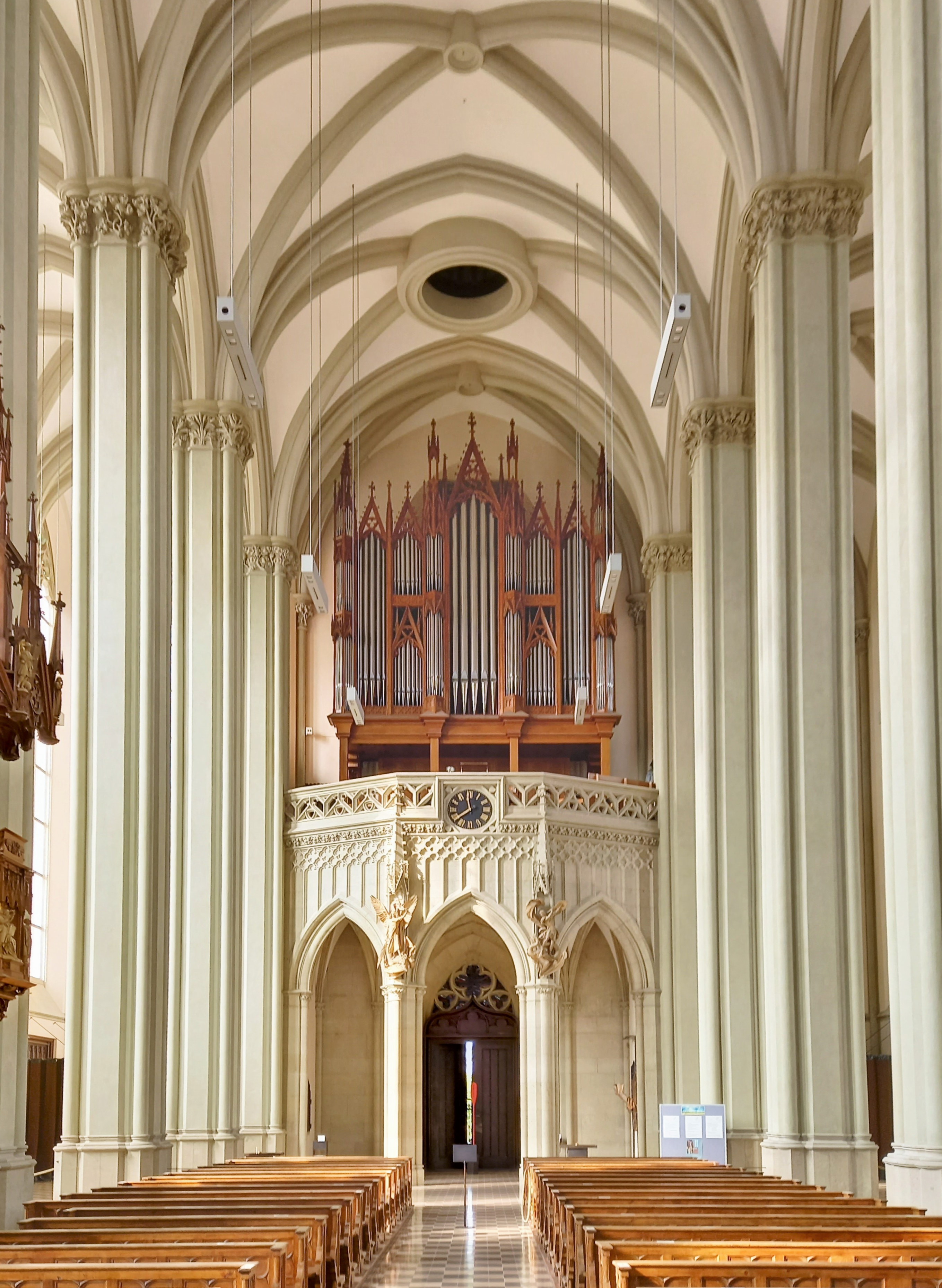
Empore und Eisenbarth-Orgel

- Spielhilfen: 3 freie Kombinationen, 1 freie Pedalkombination
- Bemerkungen: Schleiflade, mechanische Spiel- und elektrische Registertraktur

Zudem existiert für Continuo-Zwecke eine kleine Truhenorgel mit vier Registern, welche 1993 von der Firma Kaps erbaut worden ist. Sie befindet sich meist im nördlichen Querhaus.
Die einstige Chororgel von Carl Schuster aus dem Jahr 1960 wurde bei der Innenrenovierung 2011 entfernt und auf unbestimmte Zeit eingelagert. Sie besaß 14 Register, darunter eine 16'-Bombarde im Pedal als einzige Zunge. Eine Besonderheit war ihre Aufstellung in den steinernen neugotischen Spitzbögen auf der Empore über der Sakristei, rechts vom Altarraum. Die Trakturen waren dementsprechend elektropneumatisch und die Windladen Kegelladen.
Kirchenmusiker ist seit August 1988 Thomas Renner.

## Glocken
Im 95 Meter hohen achteckigen Turm hängen vier Glocken im Salve-Regina-Motiv, von denen drei 1953 von Karl Czudnochowsky als Euphonglocken (aus einer zinnfreien Kupfer-Zink-Legierung) gegossen wurden; die große Glocke aus Bronze entstand 1960 in der gleichen Gießerei. Im Vierungsturm hängt eine fünfte Glocke aus Bronze, die 1659 von Bernhard Ernst gegossen wurde; sie ist nicht Bestandteil des Hauptgeläuts.
| Glocke | Durchmesser | Gewicht | Schlagton | Inschrift                                                                                            |
| ------ | ----------- | ------- | --------- | --- |
| 1      | 1860 mm     | 3640 kg | As°-4     | |
| 2      | 1495 mm     | 1810 kg | 0c'-6     | DIGNISSIMA REGINA MUNDI DIGNISSIMA VIRGO PERPETUA INTERCEDE PRO NOBIS.                               |
| 3      | 1255 mm     | 1127 kg | es'-6     | GEGOSSEN 1953 IM JAHR DES GOLDENEN PRIESTERJUBILÄUMS DES STADTPFARRERS UND DEKANS G. RAT JOSEF MOCK. |
| 4      | 1115 mm     | 0764 kg | 0f'-6     | ZUR ERINNERUNG AN DEN ERBAUER DER KIRCHE GEORG VON DOLLMANN UND DESSEN GATTIN.                       |
|        |             |         |           | |
| 5      | 0800 mm     | 0310 kg | 0h'+6     | A FULGURE ET TEMPESATE NOS LIBERA DOMINE JESU CHRISTE                                                |

## Maße
- Länge: 71 m
- Breite: 40 m
- Innenraumhöhe des Mittelschiffes: 22,2 m
- Innenraumhöhe der Seitenschiffe: 20 m
- Fläche des Kirchenraumes (inklusive Turmhalle): 840 m²
- Höhe des Kirchturms: 95 m (gemessen an der Höhe über NHN liegt die Spitze des Turmes höher als die der Frauenkirche und ist die höchste Kirchturmspitze der Stadt).

## Trivia
Ein Umriss der Kirche wurde in das Logo der benachbarten Brauerei „Giesinger Bräu“ aufgenommen.

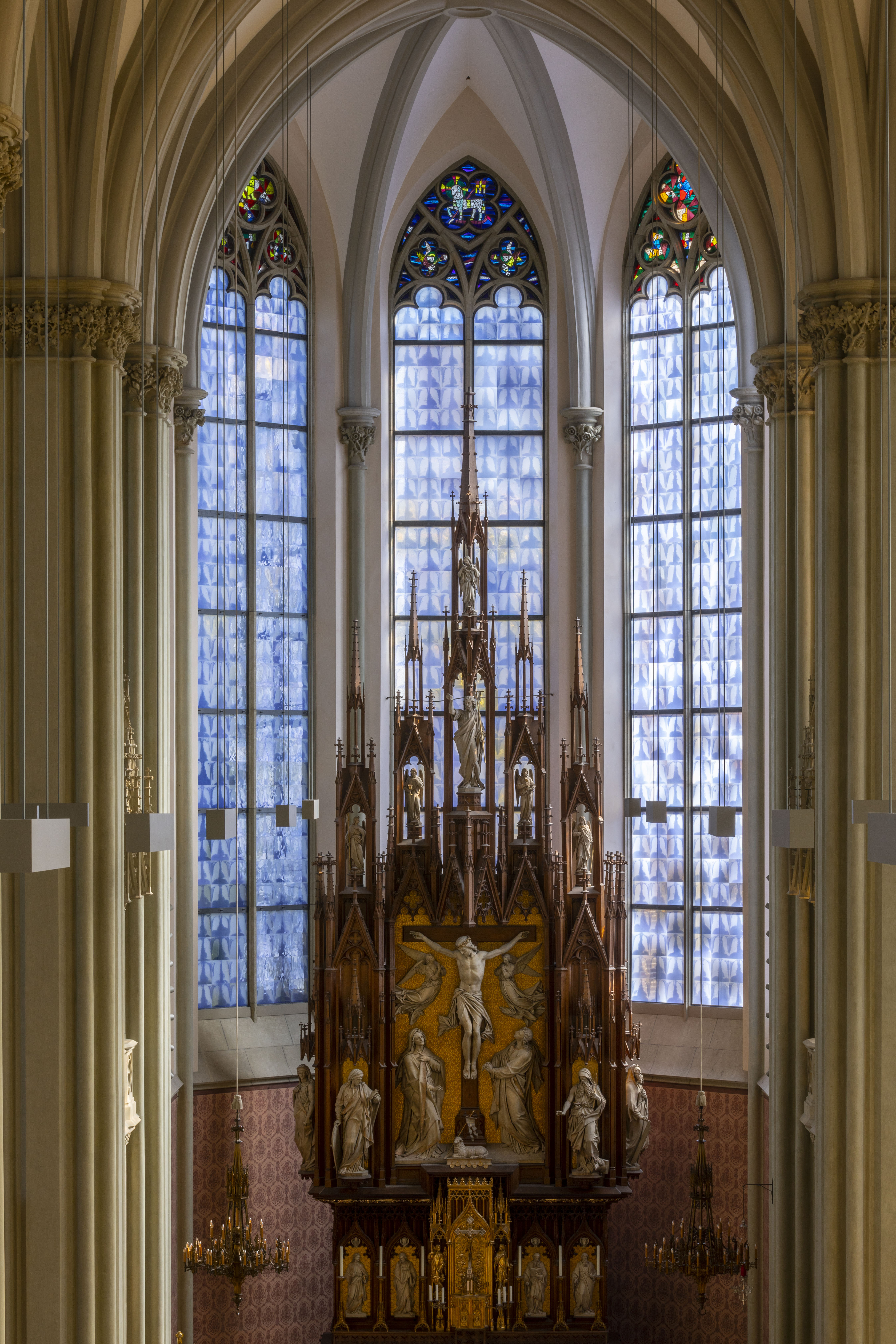
Altarraum mit den Fenstern von Christoph Brech
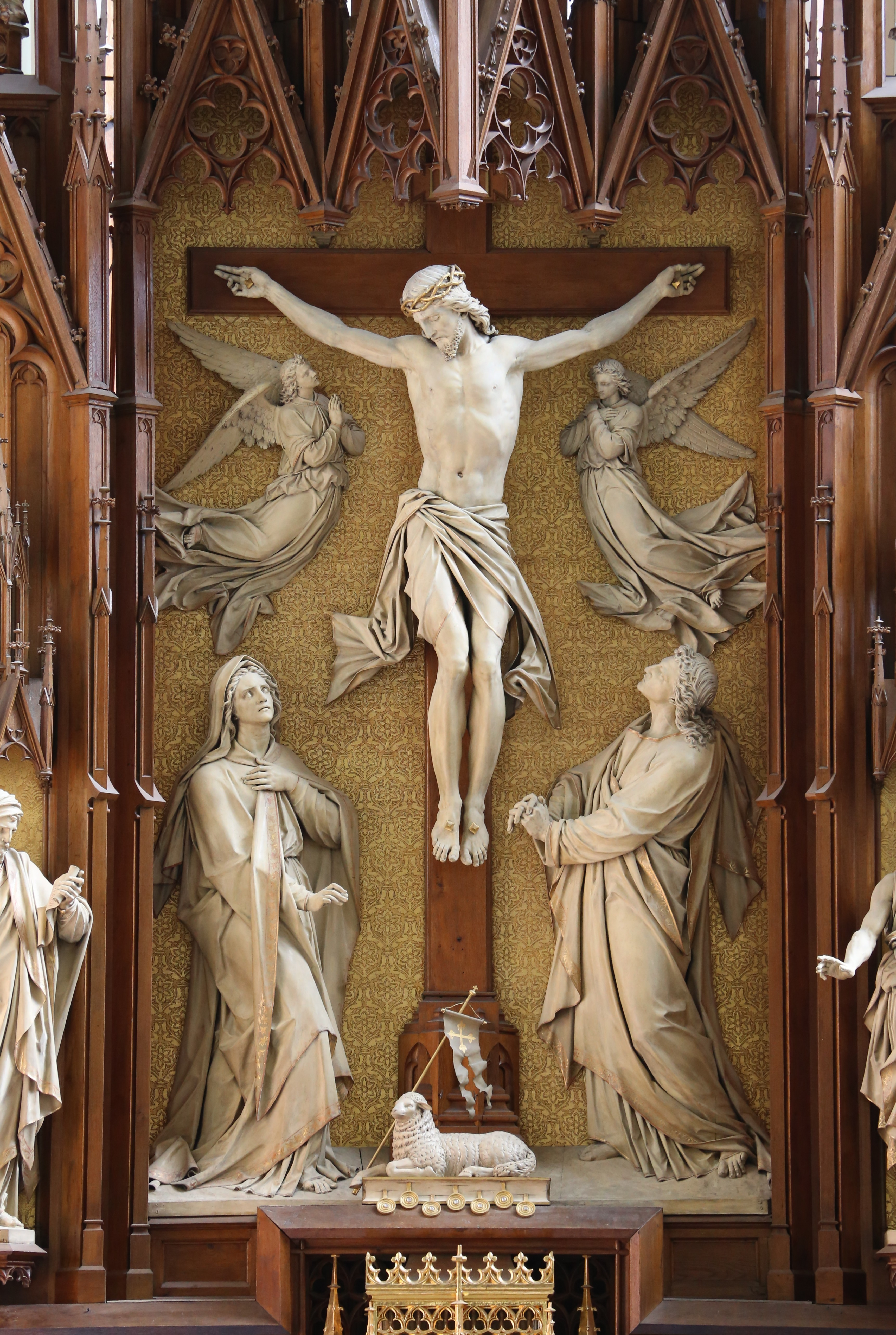
Detail des Hauptaltares von Josef Beyrer
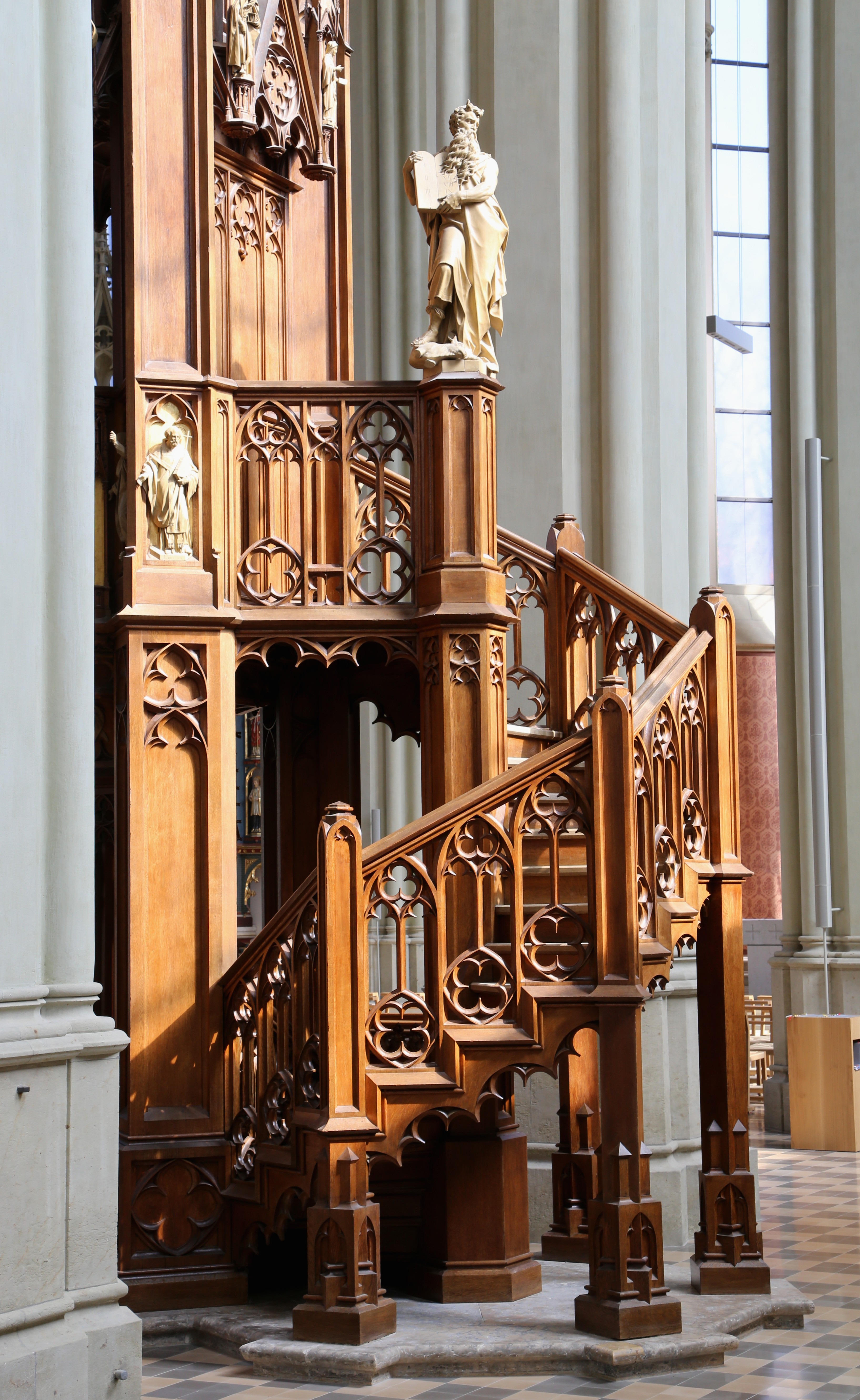
Kanzelaufgang
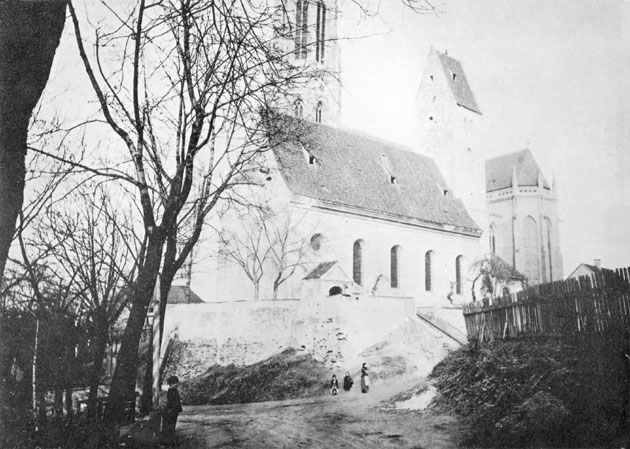
Frühere Heilig-Kreuz-Kirche (1888 abgerissen)
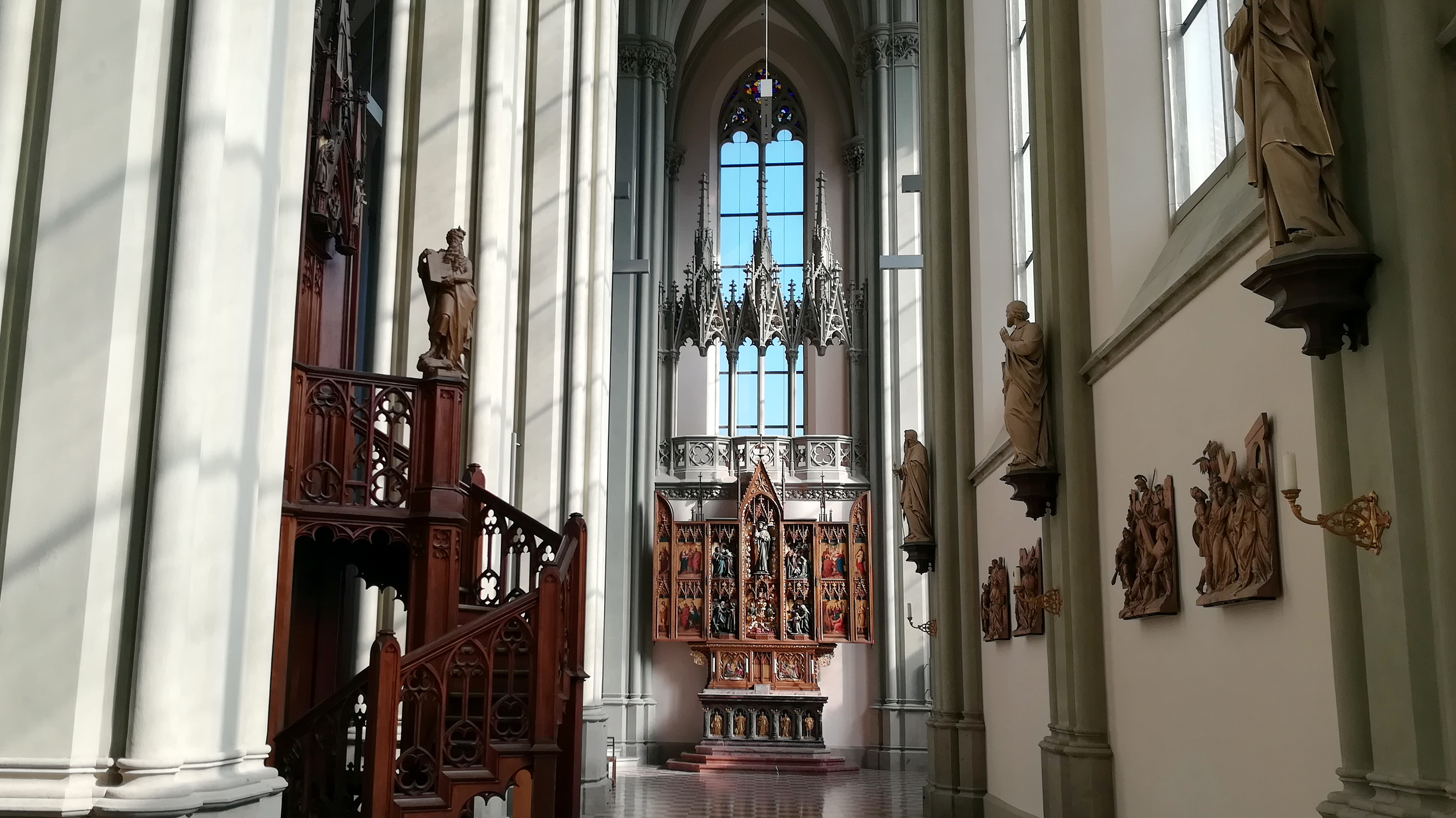
Rechter Seitenaltar
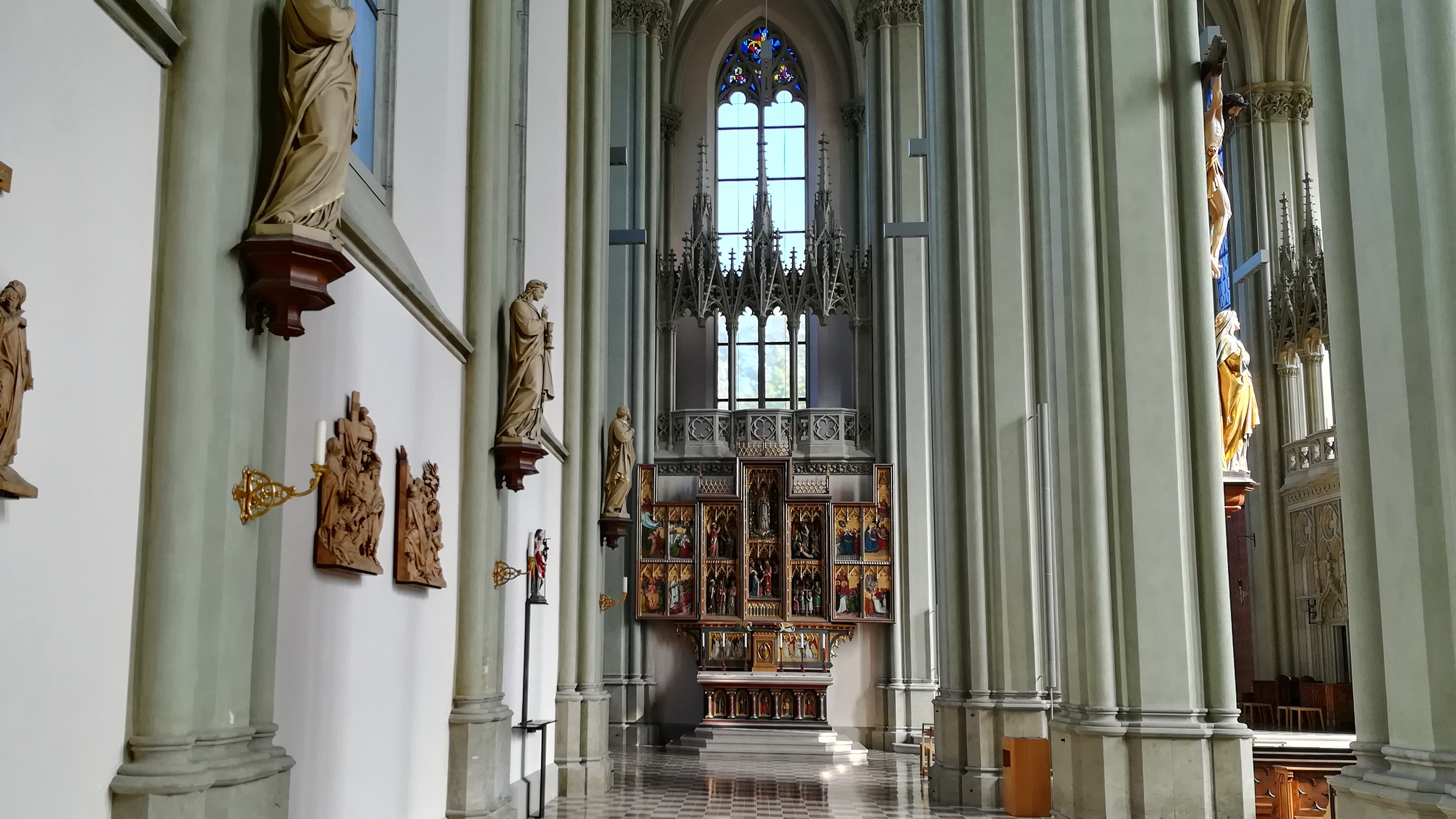
Linker Seitenaltar
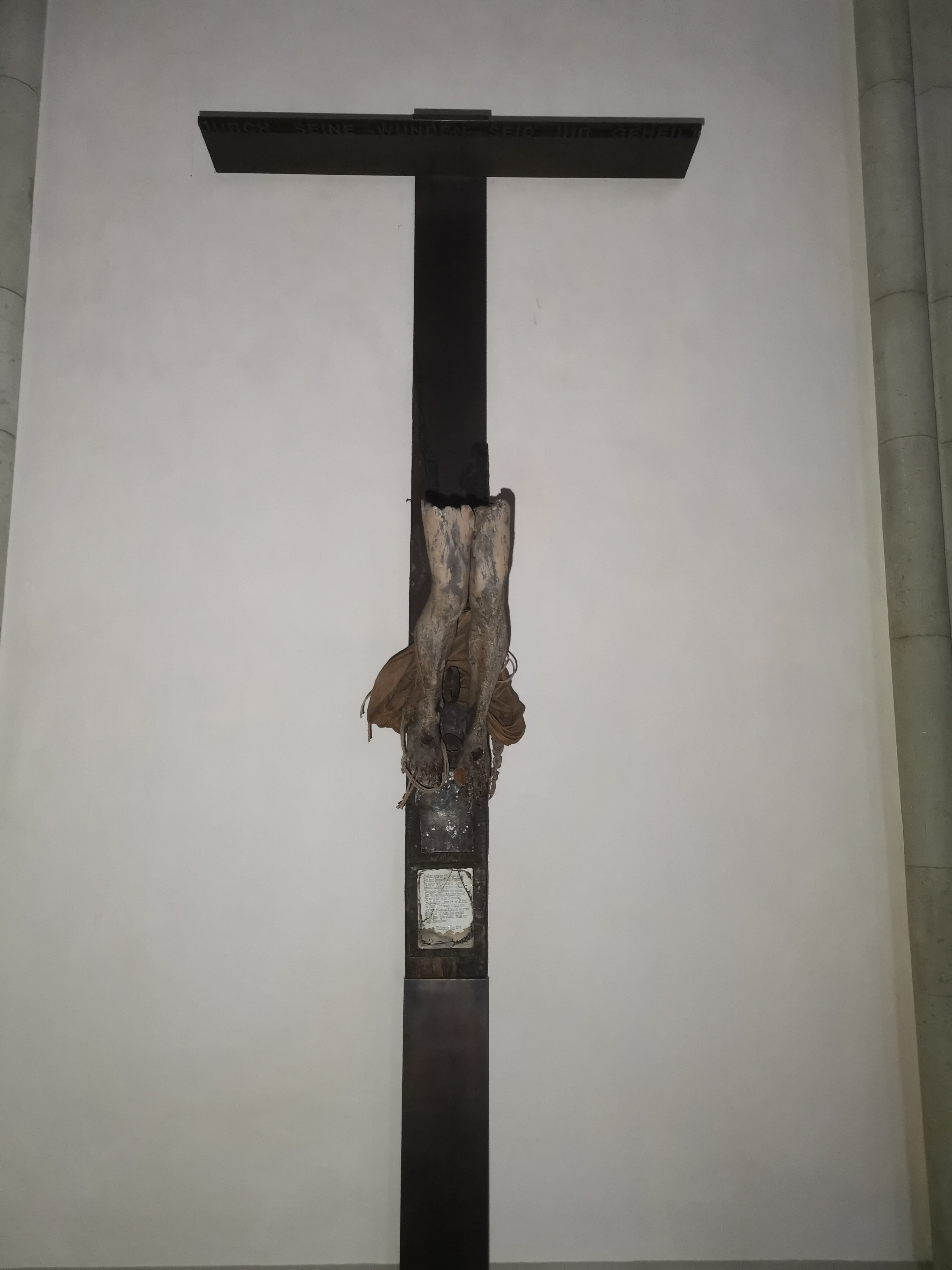
Reste eines Holzkreuzes aus einer Bombennacht 1944
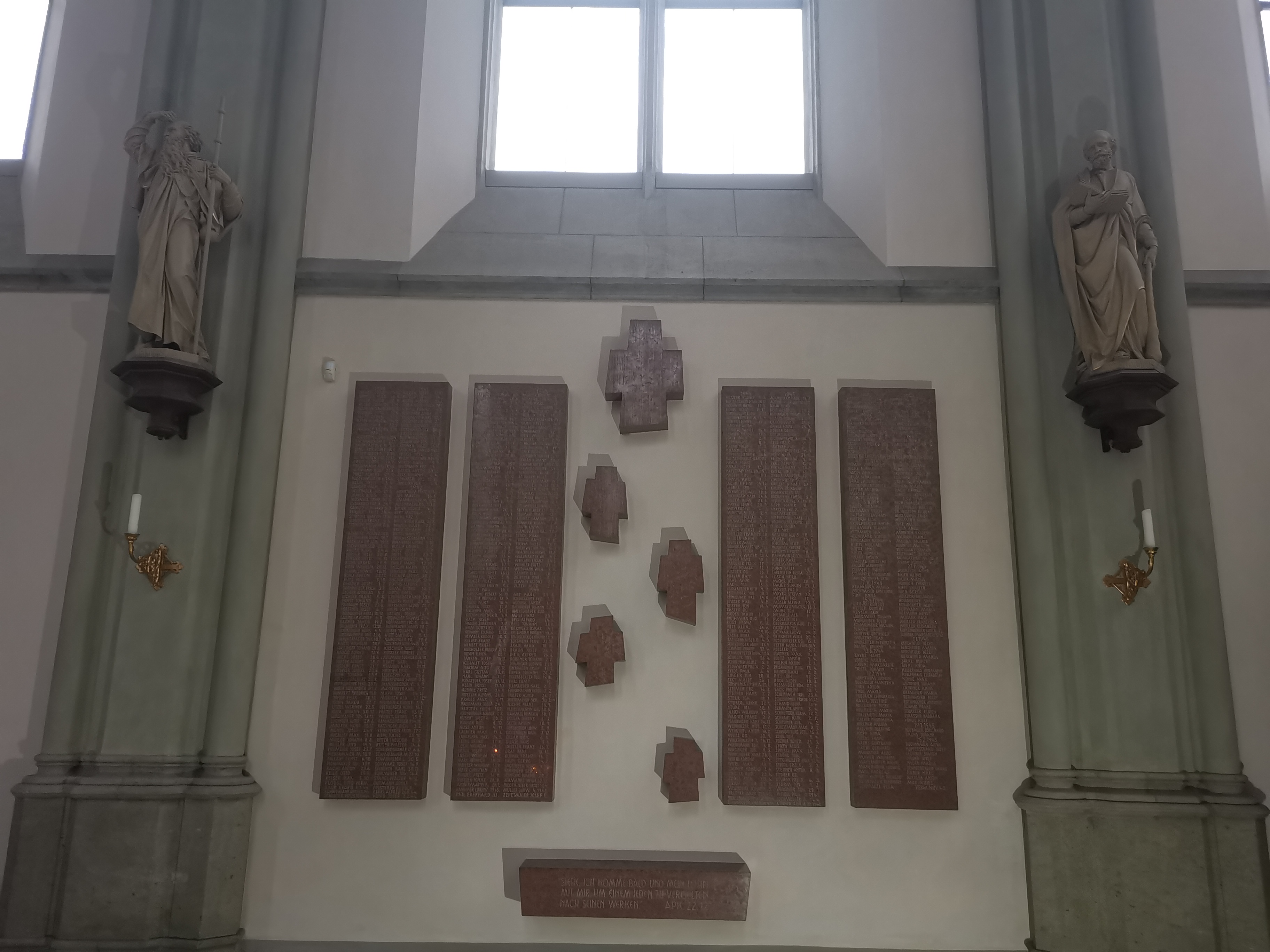
Kriegerdenkmal mit zahlreichen Namen Gefallener